# Александр Эмель
Александр Эмель (настояще имя Моисей Ильич Лурье; 22 августа 1897, Косаричи Бобруйского уезда Минской губернии — 24 августа 1936, Москва) — деятель коммунистической партии Германии, советский публицист, историк, переводчик.

## Биография
Родился в семье содержателя трактира. Получил традиционное еврейское начальное образование в хедере. Покинул дом в возрасте 13 лет, некоторое время жил в Лодзи и Вильно. Д-р философии (1924). С 1919 в Берлинском университете изучал у профессора Э.Мейера восточную и античную историю. В 1920 вступил в «Костуфра» (Коммунистическая студенческая фракция), в 1925 получил докторскую степень. В 1925 по приглашению Института красной профессуры прибыл в СССР для преподавания в Международной ленинской школе.
С июня 1929 зам. начальника агитпропоганды ЦК и постоянный докладчик партийных школах, временно возглавлял партийную школу в Белине-Фихтенау. Как редактор «Propagandist», опубликовал множество статей. Также печатался в еврейском журнале «Милгройм». В 1932 сотрудничал в политических периодических изданиях «Инпрекор» и «Роте-Фане» (Красное знамя).
Перевёл на идиш «Страдания юного Вертера» И.-В.Гёте (1922) и первые три части «Братьев Карамазовых» Ф. М. Достоевского.
К моменту ареста преподаватель исторического факультета, профессор МГУ. Был приговорен к расстрелу, расстрелян 24 августа 1936 в Москве.

## Сочинения
- «Studien zur Geschichte der wirtschaftlichen und sozialen Verhältnisse im israelisch-jüdischen Reiche von der Einwanderung in Kanaan bis zum babylonischen Exil»
- «Die Bolschewiki und die Machtergreifung 1917»
- «Programm und Statuten der Kommunistischen Partei der Sowjetunion (Bolschewiki)»
- «Lehrbücher des proletarischen Klassenkampfes 1. Leitfaden zur Geschichte der Arbeiterbewegung bis 1914»
- «Leitfaden zur Geschichte der Arbeiterbewegung bis 1914»
- «Социальные отношения и социальное движение в народе Израиля» (1926),
- «Материалистические вопросы истории еврейской религии» (1929)